# سیوری (وایومینگ)
سیوری (به انگلیسی: Savery) یک منطقهٔ مسکونی در ایالات متحده آمریکا است که در شهرستان کربن، وایومینگ واقع شده‌است. سیوری ۱٬۹۷۲٫۹۹ متر بالاتر از سطح دریا واقع شده‌است.